# 12-й танковый корпус (СССР)
12-й танковый корпус — оперативно-тактическое соединение (объединение) в составе ВС СССР.

## История

### Боевой путь
Сформирован в мае 1942 года как 12-й танковый корпус. В его состав вошли: 30, 86, 97-я танковые и 13-я мотострелковая бригады (в конце июля вместо 86-й в корпус прибыла 106-я танковая бригада). 
В конце мая был включён в 3-ю танковую армию, которая вскоре вошла в состав Западного фронта.
В составе действующей армии:
- с 22.08.1942 по 18.09.1942
- с 01.01.1943 по 04.04.1943
- с 17.07.1943 по 26.07.1943

Боевые действия начал 22 августа 1942 года под Козельском. В результате 3-недельных ожесточённых боёв во взаимодействии с 15-м танковым корпусом и другими соединениями сорвал наступление численно превосходящих сил противника на сухиничском направлении.
В январе 1943 года в составе 3–й танковой армии Воронежского фронта участвовал в Острогожско-Россошанской наступательной операции, в ходе которой нанёс поражение частям 3-го венгерского корпуса, 4-й итальянской альпийской дивизии и освободил г. Россошь (16 января).
В боях за город смертью храбрых пал командир 106-й танковой бригады полковник И. Е. Алексеев, удостоенный посмертно звания Героя Советского Союза.
Продолжая наступление, соединения корпуса 18 января соединились в районе Карпенково с частями 18-го отдельного стрелкового корпуса, расчленив окружённую вражескую группировку на 2 части - острогожскую (5 дивизий) и россошанскую (8 дивизий).
В феврале 1943 года корпус участвовал в наступлении на харьковском направлении, в ходе которого во взаимодействии с 62-й гвардейской стрелковой дивизией освободил г. Чугуев (10 февраля 1943 года) и совместно с частью сил 48-й гвардейской стрелковой дивизии г. Мерефа (18 февраля).
В 1-й половине марта 1943 года участвовал в отражении контрнаступления немецко-фашистских войск из района юго-западнее г. Харьков. 
В июле - августе 1943 года в составе 3-й гвардейской танковой армии, в которой действовал до конца войны, Брянского, с 28 июля Центрального фронтов участвовал в Орловской наступательной операции.

Приказом НКО СССР № 0404с от 26 июля 1943 года 12-й танковый корпус преобразован в 6-й гвардейский танковый корпус
Участвовал в Киевской наступательной операции 1943 г.
Закончил войну как 6-й гвардейский танковый Киевско-Берлинский ордена Ленина Краснознамённый орденов Суворова и Богдана Хмельницкого корпус

### После войны
В июле 1945 года корпус переформирован в 6-ю гвардейскую танковую дивизию, которая в конце 1980-х годов была выведена из Германии в Беларусь, а после распада СССР была преобразована в 6-ю гвардейскую отдельную механизированную бригаду с сохранением всех почётных наименований и орденов.

## Полное название
12-й танковый корпус

## Состав
- Управление корпуса
- 30-я танковая бригада[1]
- 86-я танковая бригада[2]
- 97-я танковая бригада тяжёлых танков[3]
- 13-я мотострелковая бригады
- 6-й разведывательный батальон
- 31 инженерно-минная рота
- 88 и 93 подвижные ремонтные базы

Состав корпуса на май 1943:
- Управление корпуса
- 30-я танковая бригада
- 97-я танковая бригада
- 106-я танковая бригада[4], с июня 1942 г.
- 1417-й самоходно-артиллерийский полк
- 1498-й истребительно-противотанковый артиллерийский полк
- 272-й миномётный полк
- 1703-й зенитно-артиллерийский полк
- 757-й истребительно-противотанковый артиллерийский дивизион
- 6-й разведывательный батальон
- 66-й мотоциклетный батальон
- 432-й отдельный батальон связи, с 17.07.1943
- 127-я отдельный сапёрный батальон, с 17.07.1943
- 87-я отдельная рота химзащиты, с 17.07.1943
- 12-я отдельная автотранспортная рота подвоза ГСМ
- 88-я подвижная ремонтная база
- 93-я подвижная ремонтная база
- авиазвено связи, с 17.07.1943
- 47-й полевой автохлебозавод, с 17.07.1943
- 2120-я военно-полевая станция
- 204-й медсанвзвод

## Подчинение
- 25 мая 1942 Директивой Ставки ВГК № 994022 от 25.05.1942 включён в состав 3-й танковой армии.
- Директивой Ставки ВГК № 46094 от 31.03.1943 выведен в резерв Ставки ВГК в район Тамбова.

## Командование корпуса
Командиры корпуса:
- 19.05.1942 — 07.09.1942 Богданов, Семён Ильич, полковник, с 21.07.1942 генерал-майор т/в
- 08.09.1942 — 29.12.1942 Чесноков, Макарий Иванович, полковник (убит)
- 30.12.1942 — 16.01.1943 Митрофанов, Василий Андреевич, полковник, с 07.06.1943 генерал-майор т/в
- 17.01.1943 — 23.09.1943 Зинькович, Митрофан Иванович, генерал-майор т/в

Начальники штаба корпуса:
- 28.05.1942 — 14.05.1943 Митрофанов, Василий Андреевич, полковник
- с 20.05.1943 по 06.11.1943 Чернов (Чернев) Вениамин Владимирович, подполковник, затем полковник (погиб 1943 - ОБД)

Заместитель командира корпуса по строевой части:
Заместитель командира корпуса по технической части:
- на 01.43, 03.43 по 26.07.1943 Колотушкин, Иван Иванович, инженер-подполковник

Заместитель командира корпуса по политической части (до 09.10.1942 — военный комиссар):
- 14.05.1942 — 16.06.1943 Жуков, Пётр Семёнович, бригадный комиссар, с 20.12.1942 полковник

Начальник политотдела (с июня 1943 г. он же заместитель командира по политической части):
- 18.03.1943 — 19.07.1943 Никитов Николай Матвеевич, подполковник
- 22.07.1943 — 26.07.1943 Лясковсский Никита Трофимович, подполковник

## Герои Советского Союза
- полковник Алексеев, Иван Епифанович, командир 106 танковой бригады.Указ Президиума Верховного Совета СССР от 4 февраля 1943 года(посмертно).
- майор Брацюк, Николай Захарович, командир танкового батальона 106 танковой бригады. Указ Президиума Верховного Совета СССР от 15 января 1944 года( посмертно).
- младший сержант Елисеев, Михаил Григорьевич, командир орудия противотанковой батареи 106 танковой бригады.Указ Президиума Верховного Совета СССР от 19 июня 1943 года (посмертно).
- капитан Моченков, Леонид Иванович, командир мотострелкового батальона 106 танковой бригады 3 гвардейского танкового корпуса.Указ Президиума   от 15 января 1944 года.
- капитан Самохин, Пётр Филатович, заместитель командира мотострелкового батальона 106 танковой бригады.Указ Президиума Верховного Совета СССР от 15 января 1944 года ( посмертно).
- старший сержант Трубин, Иван Степанович, командир танка 288 танкового батальона 97 танковой бригады.Указ Президиума Верховного Совета СССР от 23 сентября 1943 года.Погиб в бою 23 июля 1943 года.
- полковник Фесин, Иван Иванович, командир 13 мотострелковой бригады.Указ Президиума Верховного Совета СССР от 1 марта 1943 года.
- лейтенант Фоломеев, Дмитрий Сергеевич, командир взвода 306 танкового батальона 106 танковой бригады.Указ Президиума Верховного Совета СССР от 21 апреля 1943 года.
- старший сержант Шилов, Григорий Иосифович, механик-водитель танка 316 танкового батальона 30 танковой бригады.Указ Президиума Верховного Совета СССР от 10 января 1944 года.